# Кјезануова (Трапани)
Кјезануова је насеље у Италији у округу Трапани, региону Сицилија.
Према процени из 2011. у насељу је живело 534 становника. Насеље се налази на надморској висини од 123 м.